# 表面準位
表面準位 (ひょうめんじゅんい、Surface states) とは、材料の表面で見られる電子状態。表面で終わる固体材料からのシャープな遷移により形成され、表面に最も近い原子層でのみ見られる。表面を持つ材料の終端は、バルク材料から真空への電子バンド構造に変化をもたらす。表面のポテンシャルが弱くなると、新たな電子状態、いわゆる表面準位が形成される。

## 凝縮体の界面における表面準位の起源
ブロッホの定理で述べられているように、完全に周期的なポテンシャル（結晶）である単一電子シュレーディンガー方程式の固有状態はブロッホ波である。
{\displaystyle {\begin{aligned}\Psi _{n{\boldsymbol {k}}}&=\mathrm {e} ^{i{\boldsymbol {k}}\cdot {\boldsymbol {r}}}u_{n{\boldsymbol {k}}}({\boldsymbol {r}}).\end{aligned}}}
ここで{\displaystyle u_{n{\boldsymbol {k}}}({\boldsymbol {r}})}は結晶と同じ周期性を持つ関数であり、nはバンドインデックス、kは波数である。与えられたポテンシャルに許容される波数は、普通のボルン・フォン・カルマン周期境界条件を適用することで見つけられる。結晶の終端つまり表面の形成は、完全な周期性からの逸脱をはっきりと起こす。結果として周期的境界条件が表面に垂直な方向で放棄されると、電子の振る舞いはバルク内の振る舞いからは逸脱し、電子構造でいくらかの修正が予想される。
図1に示すように、1次元の結晶ポテンシャルの単純化したモデルを書くことができる。結晶においてポテンシャルは格子の周期性aを持つが、表面近くでは真空準位の値に何らかの形で到達しなければならない。図1に示すステップポテンシャル（実線）は、極端な単純化であり、単純なモデル計算に最も便利である。実際の表面では、ポテンシャルは鏡像電荷と表面双極子の形成の影響を受け、破線で示されているようになる。
図1のポテンシャルを考えると、1次元単一電子シュレーディンガー方程式は、定性的に異なる2つのタイプの解が与えられることが示される。
- 1番目のタイプの準位（図2参照）は結晶内に広がり、そこにブロッホ特性を持つ。これらのタイプの解は真空に達すると指数関数的に減衰するテールで終わるバルク準位と一致する。
- 2番目のタイプの準位（図3参照）は真空とバルク結晶の両方で指数関数的に減衰する。これらのタイプの解は表面準位に一致し、波動関数は結晶表面近くに局在する。

1番目のタイプの解は金属と半導体の両方で得られる。ただし、半導体では関連する固有エネルギーは許容エネルギーバンドの1つに属している必要がある。2番目のタイプの解は半導体の禁制エネルギーギャップだけでなく、金属の投影されたバンド構造の「局所ギャップ」にも存在する。これらの状態のエネルギーは全てバンドギャップ内にあることが示される。結果として結晶内ではこれらの状態はバルクへの指数関数的減衰の原因となる波数の虚部により特徴づけられる。

### ショックレー準位とタム準位
表面準位に議論においては、アメリカの物理学者ウィリアム・ショックレーにちなむショックレー準位とロシアの物理学者イーゴリ・タムにちなむタム準位を一般的に区別する。しかし、2つの用語の間に実際の物理的な区別はなく、表面準位を記述する際の数学的なアプローチが異なるのみである。
- 歴史的には、きれいで理想的な表面のほとんど自由な電子近似のフレームワークでシュレーディンガー方程式の解として生じる表面準位は、ショックレー準位と呼ばれる。よって、ショックレー準位は結晶の終端のみに関連する電子ポテンシャルの変化により生じる準位である。このアプローチは通常の金属といくつかの狭ギャップ半導体（英語版）を記述するのに適している。図1,2はほとんど自由な電子近似を用いて得られたショックレー準位の例である。
- 強結合モデルのフレームワークで計算される表面準位は、しばしばタム準位と呼ばれる。強結合のアプローチでは、電子波動関数は普通LCAO法で表現される。ショックレー準位を記述するのに使われるほとんど自由な電子モデルとは対照的に、タム準位は遷移金属とワイドギャップ半導体の記述にも適している[3]。

### トポロジカル表面準位
全ての材料はトポロジカル不変量である単一番号により分類される。これは、幾何学的トポロジーにおいて種数を計算するのと同じような方法でブリルアンゾーン上で統合されるバルク電子波動関数から構築される。特定の材料では、特定のバルクエネルギーバンドが強いスピン軌道結合により反転するときトポロジカル不変量が変化する。非自明なトポロジーを持つ絶縁体、いわゆるトポロジカル絶縁体と自明なトポロジーを持つ絶縁体の間の界面は金属でなくてはならない。さらに、表面準位は時間反転対称性により守られた交点を持つ線形ディラックのような分散を必ず持つ。この準位は乱雑のもとでロバストであると予測され、簡単に局所化することはできない。
参照：http://rmp.aps.org/abstract/RMP/v82/i4/p3045_1

## ショックレー準位

### 金属の表面準位
金属表面の準位の基本的な特性を導出するために使われる単純なモデルは、同じ原子の半無限的な周期的連鎖である。このモデルにおいては、連鎖の終わりは表面を表し、ここでポテンシャルはステップ関数の形で真空の値V0に達する（図1）。結晶内では、ポテンシャルは格子の周期性aで周期的であると推定される。ショックレー準位は、1次元の単一電子シュレーディンガー方程式の解として見いだされる。
{\displaystyle {\begin{aligned}\left[-{\frac {\hbar ^{2}}{2m}}{\frac {d^{2}}{dz^{2}}}+V(z)\right]\Psi (z)&=&E\Psi (z),\end{aligned}}}
周期的ポテンシャルは
{\displaystyle {\begin{aligned}V(z)=\left\{{\begin{array}{cc}P\delta (z+la),&{\textrm {for}}\quad z<0\\V_{0},&{\textrm {for}}\quad z>0\end{array}}\right.,\end{aligned}}}
ここでlは整数、Pは規格化因子。解は2つの範囲z<0とz>0で独立に求める必要がある。境界(z=0)では波動関数とその導関数の連続性に関する通常条件が適用される。ポテンシャルは結晶の内部では周期的に深いため、電子波動関数はブロッホ波である必要がある。結晶内の解は入射波と表面からの反射波の線形結合である。z>0では、解は真空に向かい指数関数的に減衰する必要がある。
{\displaystyle {\begin{aligned}\Psi (z)&=&\left\{{\begin{array}{cc}Bu_{-k}e^{-ikz}+Cu_{k}e^{ikz},&{\textrm {for}}\quad z<0\\A\exp \left[-{\sqrt {2m(V_{0}-E)}}{\frac {z}{\hbar }}\right],&{\textrm {for}}\quad z>0\end{array}}\right.,\end{aligned}}}
図2に金属表面の状態の波動関数を定性的に示す。これは表面より外で指数関数的に減衰するテールを持つ拡大したブロッホ波である。テールの結果生じるのは、結晶のすぐ内における負の電荷密度の不足と、表面する外の負電荷密度の増加であり、これにより双極子二重層が形成される。双極子は表面のポテンシャルを摂動させ、例えば金属の仕事関数を変化させる。

### 半導体の表面準位
ほとんど自由な電子の近似を用いて、狭ギャップ半導体の表面準位の基本的特性を導出することができる。この場合、半無限線形連鎖モデルも有用である。しかし、ここでは原子鎖に沿ったポテンシャルはコサイン関数として変化すると仮定する。
{\displaystyle {\begin{alignedat}{2}V(z)&=V\left[\exp \left(i{\frac {2\pi z}{a}}\right)+\exp \left(-i{\frac {2\pi z}{a}}\right)\right]\\&=2V\cos \left({\frac {2\pi z}{a}}\right),\\\end{alignedat}}}
一方で、表面ではポテンシャルは高さV0のステップ関数としてモデル化される。シュレーディンガー方程式の解は2つの範囲z < 0とz > 0に対して独立に得る必要がある。ほとんど自由な電子の近似の意味では、z < 0で得られる解はブリルアンゾーンの境界{\displaystyle k=\pm \pi /a}から離れた波数ベクトルに対して平面波の特性を持つ。ここで分散関係は図4に示すように放物線になる。ブリルアンゾーンの境界ではブラッグ反射が起こり、波動ベクトル{\displaystyle k=\pi /a}と{\displaystyle k=-\pi /a}からなる定在波が生じる。
{\displaystyle {\begin{aligned}\Psi (z)&=Ae^{ikz}+Be^{i[k-(2\pi /a)]z}.\end{aligned}}}
{\displaystyle G=2\pi /a}は逆格子の格子ベクトルである（図4参照）。今回対象とするものの解はブリルアンゾーンの境界に近いため、{\displaystyle k_{\perp }={\bigl (}\pi /a{\bigr )}+\kappa }（κは少量）とする。任意定数A,Bはシュレーディンガー方程式への代入により求められる。これにより固有値が求まる。
{\displaystyle {\begin{aligned}E&={\frac {\hbar ^{2}}{2m}}\left({\frac {\pi }{a}}+\kappa \right)^{2}\pm |V|\left[-{\frac {\hbar ^{2}\pi \kappa }{ma|V|}}\pm {\sqrt {\left({\frac {\hbar ^{2}\pi \kappa }{ma|V|}}\right)^{2}+1}}\right]\end{aligned}}}
このことは禁制ギャップの幅が2Vで与えられるブリルアンゾーンのエッジにおけるバンド分裂を示す。異なるバンドに起因する結晶深くの電子波動関数は
{\displaystyle {\begin{aligned}\Psi _{i}&=Ce^{i\kappa z}\left(e^{i\pi z/a}+\left[-{\frac {\hbar ^{2}\pi \kappa }{ma|V|}}\pm {\sqrt {\left({\frac {\hbar ^{2}\pi \kappa }{ma|V|}}\right)^{2}+1}}\right]e^{-i\pi z/a}\right)\end{aligned}}}
で与えられる。Cは規格化定数である。
z = 0近くの表面では、バルクの解は指数関数的に減衰する解に合わせる必要があり、このことはポテンシャル定数V0と両立できる。
{\displaystyle {\begin{aligned}\Psi _{0}&=D\exp \left[-{\sqrt {{\frac {2m}{\hbar ^{2}}}(V_{0}-E)}}z\right]\end{aligned}}}
許容バンド内にある全てのとりうるエネルギー固有値に対して整合条件が満たされることを示すことができる。金属の場合と同様に、この種の解は結晶内に広がる定常波のブロッホ波を表し、表面で真空に向かってあふれる。波動関数の定性的なプロットを図2に示されている。
κの虚数の値を考慮するとき、すなわちz ≤ 0でκ = - i·qのとき、
{\displaystyle {\begin{aligned}i\sin(2\delta )&=-i{\frac {\hbar ^{2}\pi q}{maV}}\end{aligned}}}
と定義できる、結晶に入り振幅が減衰する解を得る。
{\displaystyle {\begin{aligned}\Psi _{i}(z\leq 0)&=Fe^{qz}\left[\exp \left[i\left({\frac {\pi }{a}}z\pm \delta \right)\right]\pm \exp \left[-i\left({\frac {\pi }{a}}z\pm \delta \right)\right]\right]e^{\mp i\delta }\end{aligned}}}
エネルギー固有値は
{\displaystyle {\begin{aligned}E&={\frac {\hbar ^{2}}{2m}}\left[\left({\frac {\pi }{a}}\right)^{2}-q^{2}\right]\pm V{\sqrt {1-\left({\frac {\hbar ^{2}\pi q}{maV}}\right)^{2}}}\end{aligned}}}
と与えられる。必要に応じEは大きな負のzに対して実数である。さらに{\displaystyle 0\leq q\leq q_{max}={\frac {maV}{\hbar ^{2}\pi }}}の範囲では、表面準位の全てのエネルギーは禁制帯に入る。バルクの解を指数関数的に減衰する真空解に整合させることにより、再び完全解が見つかる。結果として結晶と真空の両方で減衰する表面に局在した状態が生じる。定性的なプロットは図3に示されている。

### 3次元結晶の表面準位
単原子線形鎖の表面準位の結果は、3次元結晶の場合に対して簡単に一般化することができる。表面格子は2次元で周期性があるため、ブロッホの定理は表面に平行な並進に対しても成り立つ必要がある。結果として、表面準位は表面に平行なk値{\displaystyle {\textbf {k}}_{||}=(k_{x},k_{y})}と1次元の表面準位を表す関数の積として書くことができる。
{\displaystyle {\begin{aligned}\Psi _{0}({\textbf {r}})&=&\psi _{0}(z)u_{{\textbf {k}}_{||}}({\textbf {r}}_{||})e^{-i{\textbf {r}}_{||}\cdot {\textbf {k}}_{||}}\end{aligned}}}
この準位のエネルギーは、項{\displaystyle E_{||}}により増加し、
{\displaystyle {\begin{aligned}E_{s}=E_{0}+{\frac {\hbar ^{2}{\textbf {k}}_{||}^{2}}{2m^{*}}},\end{aligned}}}
を得る。ここでm*は電子の有効質量。結晶表面、つまりz=0での整合条件は、各{\displaystyle {\textbf {k}}_{||}}に対してそれぞれ満たされ、各{\displaystyle {\textbf {k}}_{||}}に対して1つである必要がある。しかし、表面準位の一般的に異なるエネルギー準位が得られる。

### 真の表面準位と表面共鳴
表面準位はエネルギー{\displaystyle E_{s}}と表面に平行な波動ベクトル{\displaystyle {\textbf {k}}_{||}}により書かれるが、バルク準位は{\displaystyle \mathbf {k} _{||}}と{\displaystyle \mathbf {k} _{\perp }}波数の両方により特徴づけられる。したがって表面の2次元ブリルアンゾーンでは、{\displaystyle \mathbf {k} _{||}}の各値に対して{\displaystyle \mathbf {k} _{\perp }}のロッドがバルクの3次元ブリルアンゾーンに延びている。これらのロッドにより切られているバルクエネルギーバンドにより、結晶の深くまで進む準位が可能になる。よって、一般的には真の表面準位と表面共鳴は区別される。真の表面準位は、バルクエネルギーバンドで減衰しないエネルギーバンドにより特徴づけられる。これらは禁制エネルギーギャップにのみ存在するため、図3に示すように表面に局在する。表面とバルク準位が縮退するエネルギーでは、表面とバルク準位が混ざり合い表面共鳴を形成する。このような準位はブロッホ波同様バルクの奥まで伝播することができるが、表面近くでは振幅が増大する。

## タム準位
強結合モデルのフレームワークで計算される表面準位はしばしばタム準位と呼ばれる。強結合のアプローチでは、電子波動関数は通常、LCAO法として表される（図5参照）。この図では、表面の存在がバルク準位のエネルギーとは異なるエネルギーの表面準位を生じさせることを理解するのは簡単である。最上部の表面層にある原子は片側に結合パートナーがないため、その軌道は隣接する原子の軌道とあまり重ならない。したがって、結晶を形成する原子のエネルギー準位の分裂とシフトは、バルクよりも表面で小さくなる。
特定の軌道が化学結合、例えばSiまたはGeのsp3混成の原因である場合、表面の存在に強く影響され、結合が切断され、軌道の残りのローブ（丸い部分）が表面から突き出る。これはダングリングボンドと呼ばれる。このエネルギー準位は、バルクの値から大きくシフトすると予想される。
ショックレー準位の記述に用いられるほとんど自由な電子モデルとは対照的に、タム準位は遷移金属やワイドギャップ半導体の記述にも適している。

## 外的要因の表面準位
きれいで秩序だった表面から生じる表面準位は通常、内的(intrinsic)と呼ばれる。これらには再構成された表面から生じる準位が含まれている。ここでは2次元の並進対称性により表面のk空間にバンド構造が生じる。
外的要因(extrinsic)の表面準位は通常、きれいで秩序だった表面に由来しない準位として定義される。extrinsicのカテゴリに入る表面は
1. 表面の並進対称性が壊れている欠陥のある表面
2. 吸着質のある表面
3. 半導体酸化物もしくは半導体金属界面など2つの材料間の界面
4. 固体相と液体相の界面

一般的に、extrinsicな表面準位は化学的、物理的、構造的特性から簡単に特徴づけることができない。

## 角度分解光電子分光(ARPES)
表面準位の分散を測定する実験技術は角度分解光電子分光(ARPES)もしくは角度分解紫外光電子分光法(ARUPS)である。